# Miguel Herrán
Miguel Ángel García de la Herrán, né le 25 avril 1996 à Malaga en Andalousie, est un acteur espagnol.
Il se révèle au grand public grâce à ses rôles d'Annibal « Rio » Cortés, dans la série La casa de papel, et de Christian Varela Expósito dans la série Élite, deux productions diffusées sur Netflix.

## Biographie

### Formation
Miguel García Herrán naît le 25 avril 1996 à Malaga en Andalousie. Il emménage dans un quartier de Madrid avec sa mère, alors qu'il est enfant. Détestant l'école, il n'est pas bon élève, et désire alors devenir mécanicien.
Après une adolescence rebelle, il décide de se concentrer sur ses études, puis de devenir acteur. Il étudie un an au Laboratorio de Teatro William Layton, avant de terminer ses études au Central de Cine de Madrid.

### Carrière
L’acteur fait ses débuts en 2015 dans le film A cambio de nada de Daniel Guzmán, alors âgé de 19 ans, ce rôle lui permettant de remporter le prix Goya du meilleur espoir masculin. Il enchaîne rapidement avec deux autres projets, 1898: Los últimos de Filipinas en 2016 puis The Invisible Guardian en 2017.
Toujours en 2017, il connaît la consécration grâce à son rôle de Rio, le hacker du groupe dans la série La casa de papel, qui devient l’un des plus gros succès télévisuels de l’année en Espagne. Lors de sa mise en ligne sur Netflix, la série cartonne dans le monde entier, faisant de Miguel Herrán un des acteurs très en vue. Cela lui permet de décrocher deux nouveaux rôles dans Tiempo después et Alegría, tristeza, miedo, rabia.
En avril 2018, il intègre une autre production espagnole diffusée sur Netflix, Élite, créée par Darío Madrona et Carlos Montero, où il retrouve ses partenaires de La casa de papel, María Pedraza et Jaime Lorente, et y interprète Christian Varela Expósito, un adolescent qui reçoit une bourse pour rejoindre une école prestigieuse après que son école se soit effondrée. La série est diffusée depuis le 5 octobre 2018.

### Vie privée
En mars 2023, Miguel Herrán officialise son couple avec Celia Pedraza (née le 3 septembre 1992), la sœur aînée de María Pedraza. Le 6 juin 2023, il annonce qu'ils attendent leur premier enfant. Le 12 janvier 2024, ils deviennent les parents d'une petite Maria.
Le 2 juillet 2024, il annonce sur Instagram leur séparation.

## Filmographie

### Cinéma

#### Longs métrages
- 2015 : A cambio de nada de Daniel Guzmán : Darío Buendía Saíz
- 2016 : 1898. Los últimos de Filipinas de Salvador Calvo : Soldat Carvajal
- 2017 : Le Gardien invisible (El guardián invisible) de Fernando González Molina : Miguel Ángel
- 2018 : Tiempo después de José Luis Cuerda : Ray
- 2018 : Alegría, tristeza de Ibon Cormenzana : Borja
- 2020 : Hasta el cielo de Daniel Calparsoro
- 2022 : Canallas de Daniel Guzmán : Brujo (jeune)
- 2022 : Modelo 77 de Alberto Rodríguez : Manuel Gómez

#### Court métrage
- 2016 : Nomeolvides de Miguel Berzal de Miguel : Novio

### Télévision

#### Séries télévisées
- 2017 - 2021 : La Casa de Papel : Aníbal «Rio» Cortés
- 2018 - 2019 : Élite : Christian Varela Expósito (principal saison 1 / invité saison 2)
- 2023 : Los Farad : Oskar

## Distinctions

### Récompenses
- 30e cérémonie des Goyas 2016 : Meilleur espoir masculin dans un drame pour A cambio de nada (2015).
- 2019 : Oniros Film Awards de la meilleure distribution dans un court-métrage dramatique pour Nomeolvides (2016) partagé avec Silvia Espigado, Elena Caricol, Lola Casamayor, Antonio Canal, , Maite Atares, Nerea Pérez, Chema Moro, Juan Carlos Gandía et David Llorente.
- 2023 : ASECAN du meilleur acteur dans un thriller pour Modelo 77 (2022).
- 2023 : Premios Carmen du meilleur acteur dans un thriller pour Modelo 77 (2022).

### Nominations
- 2016 : ASECAN du meilleur acteur dans un drame pour A cambio de nada (2015).
- 2016 : Cinema Writers Circle Awards du meilleur acteur dans un drame pour A cambio de nada (2015).
- 2022 : José María Forqué Awards du meilleur acteur de film dans un thriller pour Modelo 77 (2022).
- 2022 : Premios Juventud du meilleur couple dans une série télévisée dramatique pour La Casa de Papel (2017-2022) partagé avec Úrsula Corberó.
- 2023 : Cinema Writers Circle Awards du meilleur acteur dans un thriller pour Modelo 77 (2022).
- 2023 : Feroz Awards du meilleur acteur dans un rôle principal dans un thriller pour Modelo 77 (2022).
- 2023 : Fotogramas de Plata du meilleur acteur de film dans un thriller pour Modelo 77 (2022).
- 37e cérémonie des Goyas 2023 : Meilleur acteur dans un thriller pour Modelo 77 (2022).
- 2023 : Spanish Actors Union du meilleur acteur principal dans un thriller pour Modelo 77 (2022).

## Voix francaises
- Olivier Prémel (Belgique) dans : 
  - La casa de papel (série télévisée)
  - Prison 77

et aussi
- Fred Colas dans 1898, los últimos de Filipinas[7]
- Julien Crampon dans Élite[8] (série télévisée)
- Aurélien Raynal (Belgique) dans Los Farad (es)[7] (série télévisée)